# ژوائو پدرو (بازیکن فوتبال، زاده ۱۹۹۳)
ژوائو پدرو آلمیدا ماچادو (انگلیسی: João Pedro؛ زادهٔ ۳ آوریل ۱۹۹۳) بازیکن فوتبال اهل پرتغال است.
از باشگاه‌هایی که در آن بازی کرده‌است می‌توان به باشگاه فوتبال لس آنجلس گلکسی و ویتوریا گیمارش اشاره کرد.